# Stepní vlk
Stepní vlk (1927, Der Steppenwolf) je psychologicko-filozofický román německo-švýcarského spisovatele Hermanna Hesseho, nositele Nobelovy ceny za literaturu za rok 1946.

## Stavba románu
Kniha je vyvrcholením Hessových úvah o rozpolcenosti lidské duše. Vyniká neobvyklou strukturou, poetickou hrou fantazie i působivým prolínáním snu, halucinací a skutečnosti. Na základě svého studia psychoanalýzy a buddhismu provedl autor ve svém díle ponor ke kořenům lidské osobnosti a zobrazil v něm svár ducha a pudů. Ústředním tématem knihy je však otázka, jak žít v odcizeném světě, ve kterém se rozpadly pod vlivem první světové války základní humanistické tradice. Stavba románu je velmi netypická. Začíná předmluvou fiktivního vydavatele a poté následuje příběh hlavního hrdiny, spisovatele Harryho Hallera, do kterého je vložen Traktát o Stepním vlku, obsahující základní Hesseho úvahy o tom, jak je nutné a nesnadné zvolit si životní cestu (rezignace na vlčí povahu, dvě možnosti, kam se může člověk přiklonit, k přírodě nebo k Bohu, nutnost poznat, že v hrudi člověka je tisíc duší, boj s pokusem spáchat sebevraždu, humor jako další zdroj energie).

## Obsah románu
Harry Haller, který má nikoliv náhodou stejné iniciály jako autor, je osaměle žijící podivín, který nenávidí bezduché měšťáctví ovládající podle jeho názoru svět. Byl kdysi ženatý, měl rodinu, domov, zaměstnání. Postupně však o všechno přišel a ocitl se nikým nemilován mimo všechny sociální skupiny a v ustavičném konfliktu s veřejným míněním a morálkou. Únik nachází v poslechu milované Mozartovy hudby a v četbě Shakespeara. V noci však podniká výpravy do různých lokálů a je přesvědčen, že v jeho osobnosti se sváří dva protiklady - jakési dobré já a stepní vlk. Trpí tak rozpolcením osobnosti (žije reálný život, ale představuje si, že je někdo jiný). Tato jeho duševní choroba je však nemocí celého okolního světa, který je rozbitý a zpochybňuje všechny hodnoty. Jde o neurózu Hallerovy generace, která postihuje její nejduchovnější a nejnadanější jedince.
Sám o svém druhém já napsal Harry Haller báseň (tato a další citace v textu jsou z překladu Vratislava Slezáka):
"Jsem stepní vlk a stepí pobíhám,

zasypán sněhem leží svět,

z břízy odlétá havran a jsem sám,

zajíčka, srnky nikde nevidět.

A srnky já mám tolik rád,

kdybych jen dostal jednu!

Vezmu ji do rukou, k tlamě ji zvednu,

to je to nejhezčí na světě snad.

Jak bych si ze srdce dopřál té spanilosti,

hluboko hryzal v tom něžném těle,

její rudé krve se napil do sytosti

a pak celou noc vyl osaměle.

I zajíček by pro mě dost už bylo,

tak sladce chutná to teplé maso v nočním lese –

ach, copak už mě všecko opustilo,

co do života trochu radosti nese?

Pořádně vidím už stěží

i ohon šediví mi,

dávno má žena v hrobě leží.

A tak se toulám se sny svými,

o srnkách, zajících si nechám zdát,

zimní nocí slyším vítr vát,

ani sníh mou palčivou žízeň neukojí,

ďáblu vstříc nesu ubohou duši svoji."
Díky několika zvláštním jevům se Harry dostane k traktátu o sobě samém, poté se seznámí s prostitutkou Hermínou (ženská podoba autorova křestního jména), která jej uvede do světa obyčejných lidí a jejich vášní a snaží se mu ukázat, že by si měl také trochu užívat života - učí ho tancovat a chodí s ním na plesy, seznámí ho s další lehkou dívkou, kurtizánou Marií. Harry s překvapením zjišťuje, že Hermína je jakási druhá polovina jeho osobnosti. Hermína pak Harrymu řekne, že v něm vzbuzuje lásku jen proto, aby ji zabil. Román končí v záhadném Magickém divadle, kam je Haller pozván přítelem Hermíny Pablem. Poté, co všichni vykouřili pár cigaret, "jejichž kouř byl hustý jako kadidlo", uvěří Harry, že se zbavil své vlčí povahy. Pablo pak Harrymu ukázal, že se jeho divadlo sestává z nepřeberného množství dveří, které vždy odpovídají nějaké podstatě bytí. Na dveřích jsou nápisy jako "Vzhůru na veselý hon - Lov na automobily" (zde je svět techniky přeplněný lidmi, ve kterém se rozpadly všechny jistoty a ve kterém zuří válka), Proměna v libovolná zvířata a rostliny, Vyučování indickému umění lásky, Sebevražda požitkem – Usměješ se k smrti, Chcete se zduchovnit? - Moudrosti Východu, Úvod do vytváření osobnosti, Smějící se slza - Kabinet humoru, Divuplná drezúra stepního vlka (zde je stepní vlk, který se při představení naučil zakrývat svou přirozenost, a jeho krotitel, zpitvořený Harryho dvojník, který po představení musí vlka poslouchat a hrát, že vlkem je on), Všechny dívky jsou tvé a další.
V posledních dveřích „Jak se zabíjí láskou“ nachází Harry nahou Hermínu a Pabla spící po milování na zemi. A zde také Harry plní Hermínino přání a probodne ji nožem. Tu do místnosti vstoupí Mozart a řekne mu: "Udělal jste ze svého života ošklivou chorobnou historii a ze svého nadání neštěstí. A nedokázal jste, jak vidím, tak hezké, tak rozkošné mladé dívky užít k ničemu jinému než k tomu, abyste jí vrazil do těla nůž a docela ji zničil. Copak si myslíte, že to je správné?. Harry pak vyjádří touhu dát se popravit. Zableskne se před ním nápis Harryho poprava a státní návladní mu přečte rozsudek: "Pánové, před vámi stojí Harry Haller, jenž byl obžalován a shledán vinným tím, že svévolně zneužil našeho magického divadla. Haller se nejen dopustil urážky vznešeného umění tím, že naši krásnou obrazárnu zaměnil za takzvanou skutečnost a zabil zrcadlovou dívku zrcadlovým nožem, on nadto prokázal úmysl použít naše divadlo nehumorně jako sebevražedný mechanismus. Proto Hallera odsuzujeme k trestu věčného života a k odnětí dovolení ke vstupu do našeho divadla na dvanáct hodin. Rovněž nemůže obžalovanému být prominuto potrestání jedním výsměchem."
Kniha tak končí Harryho pochopením, že zbavit se vlčí podstaty není snadné, a jeho odhodláním proputovat peklem svého nitra ještě několikrát. Nejde tak o příběh zoufalce, ale o příběh, který sice líčí nemoc a krizi, avšak ne takovou, která vede k smrti, že líčí nikoliv záhubu, nýbrž opak: uzdravení (citace z dovětku autora).

## Porozumění textu
V příběhu "Stepního vlka" je přiblížena lidská duše - její mnohočetnost, tzv. Ich-Disociace. V člověku neexistuje jen jedna duše, ani Hallerova dichotomie "člověka" a "stepního vlka", nýbrž je v něm obsažena celá mozaika forem, které vystupují jednou dětsky, podruhé trucovitě, jindy zase s vášní.
Myšlenka na to, že v člověku existují různé formy duše ovlivňující jeho chování, zcela znejistila tehdejší generaci. Obzvláště expresionističtí autoři, kteří Hesseho i přes časový odstup jistě ovlivnili, se tímto tématem často zabývali. Již Friedrich Nietzsche tematizoval tuto problematiku ve svém apollinském a dionýském principu, stejně jako Sigmund Freud ve svých spisech zabývajících se pudy a nevědomím. Jednota duše se proto stala pro mnohé umělce a intelektuály 20. století hlavním tématem v jejich tvorbě.
Sám Hesse se v mnoha svých dílech zabýval východními myšlenkami a tezemi, podle kterých cesta k "úlevě" nevede skrze extrémní askezi nebo na druhé straně výstředností, nýbrž v pokusu tyto oba póly spojit. Vnitřní roztříštěnost "Stepního vlka" a jeho následný pokus o integraci těchto dvou odlišných složek vnímání se odráží v buddhistickém učení o střední cestě, popř. v poznání že dobro a zlo existují bezpodmínečně vedle sebe a vlastně jsou konstruktem lidské racionality ( to samé je řešeno v Hessově "Demiánovi"). Kdo toto pochopil, smí se v jednotě s hlubokým vesmírem smát a povznést se nad pokusy o hledání jednoty lidské duše. Humor je zde brán jako prostředek k transcendenci: ukazuje nám směšnost našich přání a strachů „sub specie aeternitatis“.
"-Aby toho dosáhl nebo aby se snad nakonec přece ještě mohl odvážit
skoku do vesmíru, musel by být takový stepní vlk postaven tváří v tvář
sobě samému, musel by hluboko nahlédnout do chaosu vlastní duše
a plně si uvědomit sebe sama. Jeho pochybná existence by se mu pak
odhalila v celé své nezměnitelnosti a napříště by se už nemohl utíkat
znovu a znovu z pekla svých pudů k sentimentálně filozofickým útěchám
a z nich opět do slepého opojení svou vlčí povahou. Člověk a vlk
by byli nuceni vzájemně se poznat bez klamných citových masek a pohlédnout
si nepokrytě do očí. Pak by buď explodovali a odtrhli se navždy,
takže už by žádného stepního vlka nebylo, anebo by ve vzcházejícím
světle humoru uzavřeli sňatek z rozumu."

## Filmové adaptace
- Steppenwolf (1974, Stepní vlk), režie Fred Haines, v hlavních rolích Max von Sydow, Dominique Sandová, Pierre Clémenti a Carla Romanelli.

## Česká vydání
- Stepní vlk, Jan Laichter, Praha 1931, přeložila Jiřina Fischerová,
- Stepní vlk, Odeon, Praha 1972, přeložil Vratislav Slezák,
- Stepní vlk, Odeon, Praha 1989, přeložil Vratislav Slezák,
- Stepní vlk, Odeon, Praha 1990, přeložil Vratislav Slezák,
- Stepní vlk, Argo, Praha 2000, přeložil Vratislav Slezák.
- Stepní vlk, Argo, Praha 2006, přeložil Vratislav Slezák.